# María del Socorro Alonso
María del Socorro Alonso fue una militante del Peronismo de Base, víctima de la última dictadura cívico militar de Argentina

## Detención
Fue detenida junto a su pareja, Guillermo Segalli, el 11 de agosto de 1976, en horas de la madrugada. Ambos militaban en el Partido Revolucionario de los Trabajadores y estaban haciendo una pintada política en una calle del barrio de La Boca. María estaba embarazada al momento de su detención. En septiembre del mismo año es legalizada en el penal de Villa Devoto hasta 1978. En 1982 se exilió en Brasil y luego en Canadá regresando al país a fines de la década del 80.
"Esto fue un genocidio. Acá fueron afectadas personas de diferentes nacionalidades", evoca María del Socorro. Sin "causa ni proceso", afirma que las torturas le hicieron perder el bebé que esperaba.

## Guillermo Segalli
Guillermo Oscar Segalli Barsottini (Buenos Aires, 10 de abril de 1953), fue detenido ilegalmente el 11 de agosto de 1976. Pasó por distintos centros de detención hasta  octubre de 1976 cuando fue trasladado a la Unidad Penal Nº 9 de La Plata. En febrero de 1978, siendo un detenido legal y cuando se había anunciado su liberación, fue secuestrado junto a otros dos detenidos. Permanece desaparecido.
El caso de Guillermo fue parte de los juicios llevados a cabo en Italia. Su madre Leopolda Barsottini de Segalli es integrante de Familiares de Desaparecidos y Detenidos por Razones Políticas.

## Testimonio
María del Socorro Alonso declaró en el juicio oral por la “Masacre de Fátima” ante el Tribunal Oral Federal N° 5. Como testigo sobreviviente informó que entre las víctimas con quienes tomó contacto en su cautiverio había “peronistas, parte de la Columna Norte de Montoneros, dirigentes gremiales como los de Bendix y gente de la JTP de Judiciales”.

## Pájaros sin luz
El libro “Pájaros sin luz”, de Noemí Ciollaro, revierte la invisibilidad de las mujeres de los desaparecidos. María del Socorro es una de las mujeres de desaparecidos que testimonian en él, cuenta los contactos que buscó en Brasil con los profesadores del culto umbanda, los “espíritus” de eficacia más confiable que un habeas corpus.

## Evangelina Emilia Carreira
Alonso brindó su testimonio por el caso de Evangelina Carreira, con quien compartió cautiverio en Coordinación Federal.

Evangelina Emilia Carreira (nacida el 12 de abril de 1979), había sido secuestrada en su domicilio el 17 de agosto de 1976 y trasladada al centro clandestino de detención operado por la Policía Federal. Permanece desaparecida.